# جلان كيني
جلان كيني (بالإنجليزية: Glen Keane)‏ هو كاتب وكاتب للأطفال ورسام كارتون أمريكي، ولد في 13 أبريل 1954 في فيلادلفيا في الولايات المتحدة.

## وصلات خارجية
- جلان كيني على موقع IMDb (الإنجليزية)
- جلان كيني على موقع ألو سيني (الفرنسية)
- جلان كيني على موقع قاعدة بيانات الفيلم (الإنجليزية)